# U 711
U 711 war ein U-Boot vom Typ VII C, das durch die deutsche Kriegsmarine während des Zweiten Weltkrieges im Nordatlantik und im  Arktischen Ozean eingesetzt wurde.

## Bau und Indienststellung
Das Boot gehörte zu einem Bauauftrag, der an die Hamburger Stülcken-Werft erging und insgesamt 22 Boote des Typs VII C umfasste. Ein solches Boot hatte eine Länge von 67 m und eine Verdrängung von 865 m³ unter Wasser. Es verfügte über zwei Dieselmotoren, die über Wasser eine Geschwindigkeit von 17 kn ermöglichten. Bei der Unterwasserfahrt trieben zwei Elektromotoren das Boot zu einer Geschwindigkeit von 7 kn an. Die Artilleriebewaffnung der VII C-Boote war uneinheitlich, aber alle verfügten über vier Bugtorpedorohre und ein Hecktorpedorohr. Üblicherweise führte ein VII C-Boot 14 Torpedos mit sich.
U 711 wurde am 26. September 1942 in Hamburg durch Oberleutnant zur See Hans-Günther Lange, ab August 1944 Kapitänleutnant, in Dienst gestellt. Leitender Ingenieur (LI) bei der Indienststellung OLt (Ing.) z.S. Katthagen; seit Dez. 1943 OLt (Ing.) z.S. Jürgen Beckmann (Crew 5/41; am 23. April 1945 zur Indienststellung eines neuen Boots vom Typ XXI nach Kiel versetzt).
Wie die meisten deutschen U-Boote seiner Zeit, trug auch U 711 ein bootsspezifisches Zeichen am Turm, das gemeinschaftlich von der Besatzung ausgewählt wurde. Es handelte sich um eine weiße Ente mit einem roten Band am Hals, in das zwei Disteln eingebunden waren.

## Einsatz und Geschichte
Das Boot gehörte zunächst zur 5. U-Flottille, die in Kiel stationiert war. Kommandant Lange unternahm in dieser Zeit Ausbildungsfahrten in der Ostsee zum Einfahren des Bootes und zum Training der Besatzung. Am 1. April 1943 wurde das Boot der 11. U-Flottille Narvik und später der 13. Flottille Trondheim (U-Boot Bunker Dora 1) als Frontboot zugeteilt. Nach den jeweiligen Fahrten im Eismeer zwischen Island und Murmansk Rückkehr nach Trondheim oder (sofern keine schweren Reparaturen notwendig waren) in verschiedene Einsatzhäfen wie z. B. nach Narvik, Harstad, Tromsö oder Hammerfest. Dort wurden Torpedos übernommen, Öl und Frischwasser gebunkert, Boot gesäubert etc. sowie leichtere Reparaturen teilweise mittels Werkstattschiffen (in Narvik Werkstattschiffe „Kamerun“, „Huarascan“) durchgeführt.

### Einsatz im Nordmeer
Bis zum Spätsommer 1943 absolvierte U 711 vier Unternehmungen im Arktischen Ozean. Dabei patrouillierte das Boot vor Jan Mayen, in der Nähe der Bäreninsel, in der Matotschkin Schar, die die beiden Hauptinseln von Nowaja Semlja trennt und aufgrund eines gemeldeten, aber nicht aufgefundenen Nordmeergeleitzugs bei Hammerfest. Anfang Oktober verlegte das Boot zu einem längeren Werftaufenthalt nach Trondheim. Im Dezember 1943 verlegte U 711 nach Narvik von wo aus Kommandant Lange am 18. Dezember zu seiner fünften Unternehmung auslief, wobei das Boot während des Auslaufens durch eine Kollision so stark beschädigt wurde, dass es für eine erneute Werftliegezeit nach Trondheim zurückkehren musste.

### Geleitzüge
Im Frühling 1944 verlegte U 711 zunächst nach Narvik, von wo aus es am 22. März zu seiner fünften Unternehmung auslief. Auf dieser und den folgenden zwei Patrouillen im Nordmeer war das Boot den U-Bootgruppen „Blitz“, „Donner“, „Donner und Keil“, „Grimm“ und „Trutz“ zugeteilt, die nach Maßgabe der von Karl Dönitz entwickelten Rudeltaktik das Gefecht mit alliierten Geleitzügen suchten. Im Rahmen dieser Einsätze meldete Kommandant Lange die Beschädigung und Versenkung mehrerer Schiffe, darunter fünf Zerstörer. Es konnte allerdings nur eine Versenkung bestätigt werden:
- 30. April 1944	US-amerikanischer Dampfer William S. Thayer mit 7.176 BRT versenkt

### Ritterkreuz

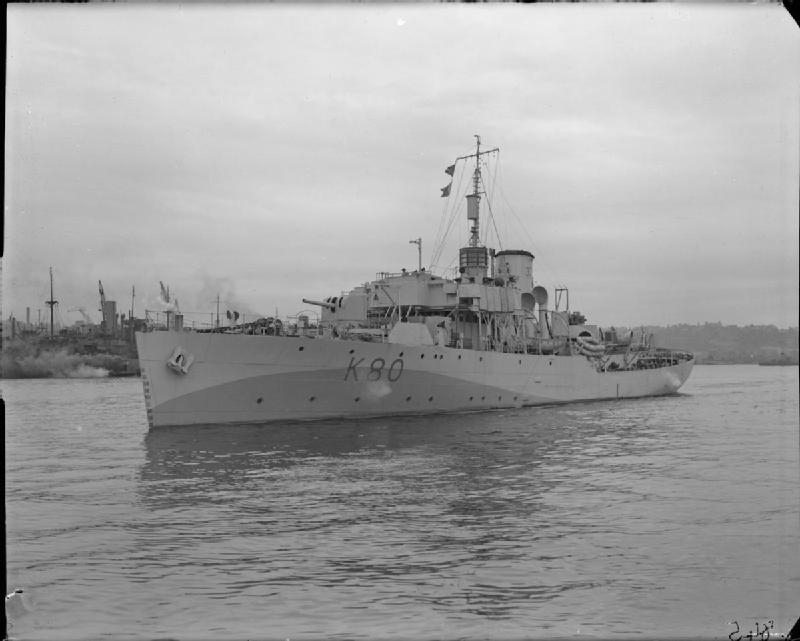
Die Bluebell wurde von Lange als „Zerstörer“ identifiziert und mit Torpedo versenkt

Auf seiner elften Unternehmung mit U 711 versenkte Kommandant Lange ein weiteres Schiff. Das Boot gehörte bei diesem Einsatz zur U-Bootgruppe „Rasmus“ und war am 9. Februar 1945 von Narvik ausgelaufen.
- 17. Februar 1945 britische Korvette Bluebell mit 925 t versenkt

Die Bluebell war das neunte gegnerische Kriegsschiff, das Kommandant Lange als torpediert meldete, und das erste, dessen tatsächliche Versenkung nachgewiesen werden konnte. Zuvor hatte er beispielsweise im Jahr 1944 die Ashanti, die Keppel sowie das Schlachtschiff Archangelsk (vormals Royal Sovereign) aufgrund von erfassten Torpedodetonationen als versenkt bzw. beschädigt gemeldet. Bei den fraglichen Angriffen auf die genannten Zerstörer am 2. April und am 25. August blieben die beiden Schiffe jedoch unbeschädigt und auch weitere von Lange gemeldete erfolgreiche Angriffe auf gegnerische Zerstörer bestätigten sich nicht.
Dennoch wurde ihm am 29. April per Funk das Eichenlaub zum Ritterkreuz des Eisernen Kreuzes verliehen.

## Versenkung

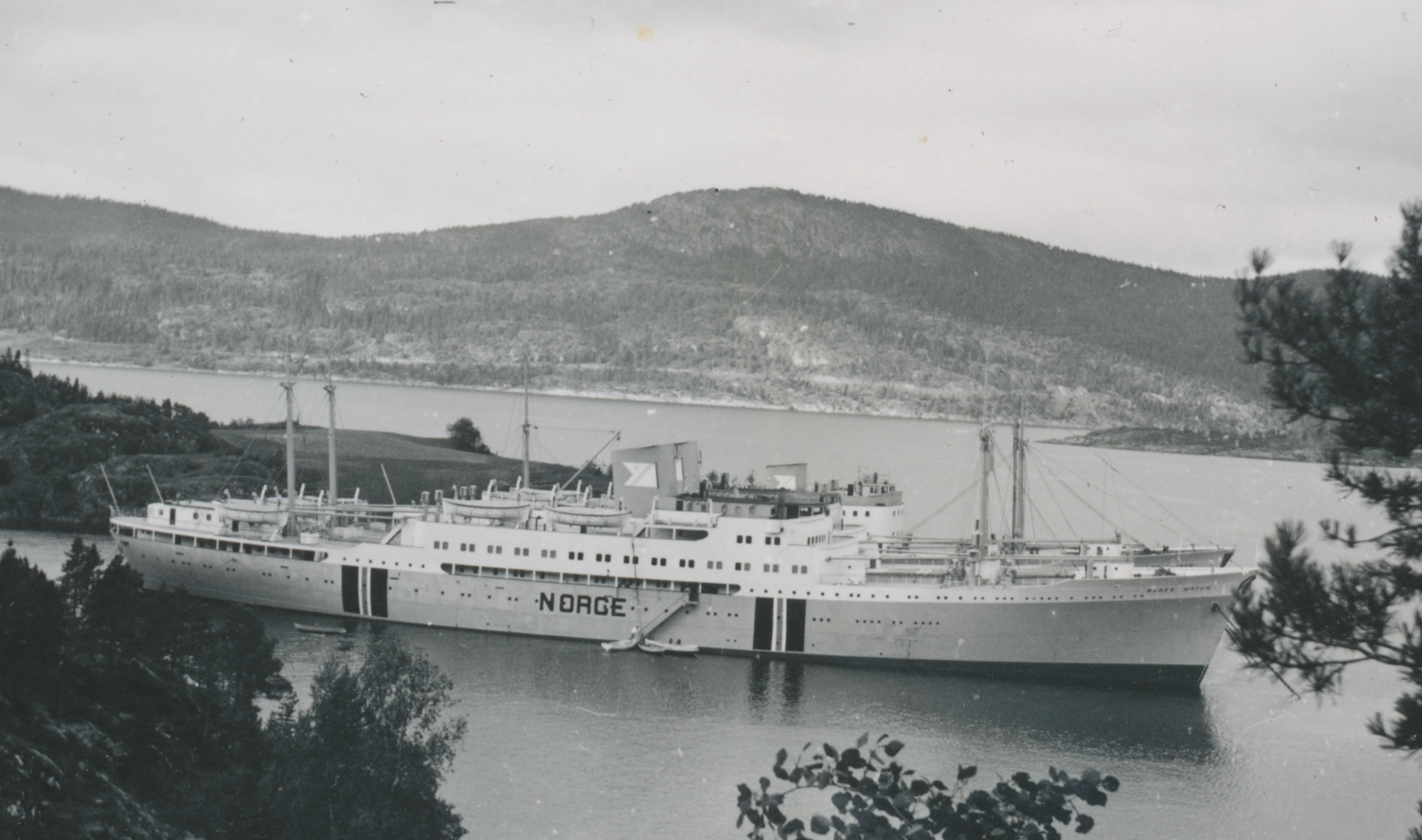
Die Black Watch

Am 2. Mai 1945 kehrte U 711 von der dreizehnten Unternehmung zurück und lief den Marinestützpunkt in Kilbotn an. Das Boot machte am dort ankernden, ehemals norwegischen, Passagierschiff Black Watch fest, das der Kriegsmarine als Wohn- und Versorgungsschiff diente. Am 4. Mai wurde der Stützpunkt im Rahmen der Operation Judgement durch britische Flugzeuge angegriffen, die von den Geleitträgern HMS Searcher, HMS Trumpeter und HMS Queen gestartet waren.
Der Großteil der Besatzung von U 711 befand sich zu diesem Zeitpunkt auf der Black Watch, die von den Jagdbombern schwer getroffen wurde, sofort in Brand geriet und daraufhin rasch sank. Dabei kamen 32 Besatzungsmitglieder von U 711 ums Leben, die auf dem Passagierschiff Quartier bezogen hatten. Auch das U-Boot wurde schwer getroffen und ging unter.
Elf Mann der Besatzung, unter ihnen Kommandant Lange, die zum Zeitpunkt des Angriffs an Bord von U 711 waren, konnten sich retten.